# Mendalo Laut
Mendalo Laut is een bestuurslaag in het regentschap Muaro Jambi van de provincie Jambi, Indonesië. Mendalo Laut telt 1011 inwoners (volkstelling 2010).